# Potito Starace
Potito Starace es un exjugador profesional de tenis, nacido el 14 de julio de 1981 en Benevento, Italia, y que reside en Cervinara. En 2015 fue suspendido de por vida por la Federación Italiana de Tenis (FIT) al estar acusado de haber amañado partidos con el objetivo de ganar dinero con las apuestas deportivas.

## Carrera

### 2001 - 2005
En 2001 llegó a cuartos de final en el Challenger de Manerbio. Récord de 15-10 en Futuros y 4-4 en Challengers. Ganó título de dobles del Futuro Italia #5 (c/Colangelo) y finalista en el Futuro Francia #21 (c/Aldi).
En 2002 fue finalista en el Challenger de Mantova (perdió con Puerta). En semanas seguidas alcanzó semifinales en los Challengers de St. Petersburgo y Trani. Finalista en el Challenger de Aschaffenburg (perdió contra Mutis). Sumó 20-14 en Challengers. Ganó el título de dobles en el Challenger de Sassuolo  (c/Azzaro).
En 2003 hizo su debut ATP al clasificar en Stuttgart (contra Marc López). Finalista en el Challenger de Reggio Emilia (contra Richard Gasquet). Récord de 25-19 en Challengers. Finalista de dobles en el Challenger de Génova (c/Giorgini).
En 2004 finaliza en el Top 100 por primera vez al completar un registro de 23-7 en Challenger donde sumó tres títulos en San Remo (a Wessels), Sassuolo (a Di Mauro) y San Marino (a Armando). Alcanzó la tercera ronda en su primer Grand Slam en Roland Garros siendo un clasificado (a Tursúnov, al n.º 10 Grosjean antes de perder en cinco sets contra Marat Safin. Servía por el partido en el 5-4 del cuarto set y dispuso de dos puntos de partido, pero Safin se recuperó y ganó 7-5 el quinto set. Clasificó en Gstaad y llegó a su primera semifinal ATP (perdió ante el posterior campeón Roger Federer). Debutó en el US Open y avanzó a la segunda ronda (perdió contra Olivier Rochus). En Copa Davis, ganó sus dos partidos vs. Polonia, incluyendo el duelo decisivo vs. Fyrstenberg.
En 2005 ganó el Challenger de Génova (ante Flavio Cipolla) y tuvo un récord de 16-7 en el circuito. Finalista en Nápoles (contra Gasquet). En ATP clasificó en Torneo de Auckland y llegó a cuartos de final. En el Masters de Roma venció al campeón defensor y n.º 8 Moyá en primera ronda (contra Martín). Llegó a cuartos de final en Gstaad y avanzó a semifinales en Sopot (venció a Moya, Acasuso, y perdió contra Monfils). Sumó 4-0 en singles de Copa Davis.

### 2006 - 2010
En 2006 sus mejores resultados ATP fueron cuartos de final en Portschach, Buenos Aires y San Petersburgo. Ganó el Challenger de Nápoles (a di Mauro) y finalista en Génova (contra Fraile). En dobles llegó a su primera final ATP en Acapulco (c/Filippo Volandri). Avanzó a cuartos de final en Roland Garros (c/A. Martín).
En 2007 el tenista top italiano finalizó en el Top 50 por primera vez y destacó con dos apariciones en finales ATP en Valencia (contra Almagro) y Kitzbuhel (contra Mónaco). También cuartos de final en Barcelona (contra Nadal), Bucarest y San Petersburgo y tercera ronda en el Masters de Roma (contra Davydenko). Su mejor resultado en Grand Slam fue en Roland Garros donde alcanzó la tercera ronda (contra Federer). Al mes siguiente obtuvo el título del Challenger de San Marino (a Montañés). Sumó ganancias por $ 516 422.
En 2008 el n.º 3 de Italia (detrás de Seppi, Bolelli) finalizó en el Top 100 por tercer año consecutivo, donde destacaron los cuartos de final o mejor en cinco torneos sobre arcilla. También ganó título en dos finales de Challenger. Abrió la temporada en Latinoamérica y llegó consecutivamente a los cuartos de final en Buenos Aires y Acapulco (en ambas perdió contra David Nalbandián). En abril ganó el título de Challenger de Nápoles (a Taro Daniel). Siguió con cuartos de final en el ATP de Valencia (contra Robredo) y segunda ronda en los torneos Masters de Roma (contra Karlovic) y Torneo de Hamburgo (contra Nadal). En semanas consecutivas en julio llegó a cuartos de final en Bsstad, semifinales en Kitzbuhel y la final en el Challenger de San Marino (contra Volandri). Perdió ante n.º 2 Rafael Nadal en tres sets en la primera ronda de los Juegos Olímpicos de Beijing. Finalizó con una marca de 19-25 en torneos ATP (16-16 en polvo de ladrillo) y 15-5 en Challenger (13-4 en arcilla). Estuvo 0-5 vs Top 10. En dobles, ganó el título de Moscú (c/Stakhovsky).
En 2009 el italiano finalizó en el Top 100 por cuarto año consecutivo y por quinta vez en los últimos seis años gracias a consistentes presentaciones en Challengers (20-6). Después de una marca de 7-12 en el ATP World Tour en los cinco primeros meses del año, llegó a cuartos de final en el Torneo de Múnich (retiro vs. Brands). A continuación sufrió una caída en cuatro sets ante el n.º 3 del mundo Andy Murray en Roland Garros. En los siguientes dos meses tuvo 12-2 en Challengers, al ganar el título en Turín (a Máximo González), llegó a la final en Lugano (contra Stanislas Wawrinka) y semifinales en Prostejov. Clasificó seguidamente a los torneos ATP de Båstad (contra Almagro) y Stuttgart (contra Kohlschreiber) y perdió en segunda ronda en ambos. Regresó a los Challengers en San Marino y llegó a la final (perdió contra su compatriota Seppi). En octubre fue finalista en el Challenger de Nápoles-2 (contra Frederico Gil). Sumó marcas de 12-14 en arcilla y 3-9 en pista dura.
En 2010 el n.º 1 de Italia finalizó en el Top 50 por segunda vez en su carrera (2007) después de llegar a la tercera final ATP World Tour de su carrera y lograr buena cosecha en Challengers. Alcanzó cuartos de final en Sídney antes de perder siete partidos seguidos. En abril llega a semifinales en Casablanca (contra Wawrinka). Al mes siguiente venció a Monfils y llegó a semifinales en Torneo de Niza (contra Gasquet). En junio fue finalista en los Challenger de Lugano y Turín. Llegó a los cuartos de final en Hamburgo y a la final en Umag (contra Ferrero) y Génova. A fines de año accedió a semifinales en el Torneo de Valencia (contra David Ferrer). En dobles ganó el título en St. Petersburgo (c/Bracciali) e hizo finales en Santiago (c/Zeballos) y Acapulco (c/Fognini). Sumó US$ 560 536 en premios.
Apuestas
Potito Starace, junto con su compatriota Daniele Braciali, quienes llegaron a estar entre los 50 mejores del mundo, fueron suspendidos por la ATP a finales de 2007. Bracciali, durante tres meses por apostar 250 euros en diversos partidos de tenis, y Starace durante seis semanas por apostar 90 euros.
Suspensión
En 2015, la Federación Italiana de Tenis decidió suspender de por vida a los tenistas Potito Starace y Daniele Bracciali por amaño de partidos y les impuso multas de 40 000 y 20 000 euros, respectivamente. La Fiscalía de Cremona descubrió en octubre de 2014 conversaciones por skype que implicaban a Starace y a Bracciali en el amaño de partidos de tenis. Según la investigación, Bracciali ejercía de intermediario entre una red de apostantes y los jugadores a los que compraban o intentaban comprar.
Según denunció en su día el diario italiano La Gazzetta dello Sport, Starace recibió dinero para dejarse ganar por el español Pablo Andújar en la final del torneo de Casablanca.

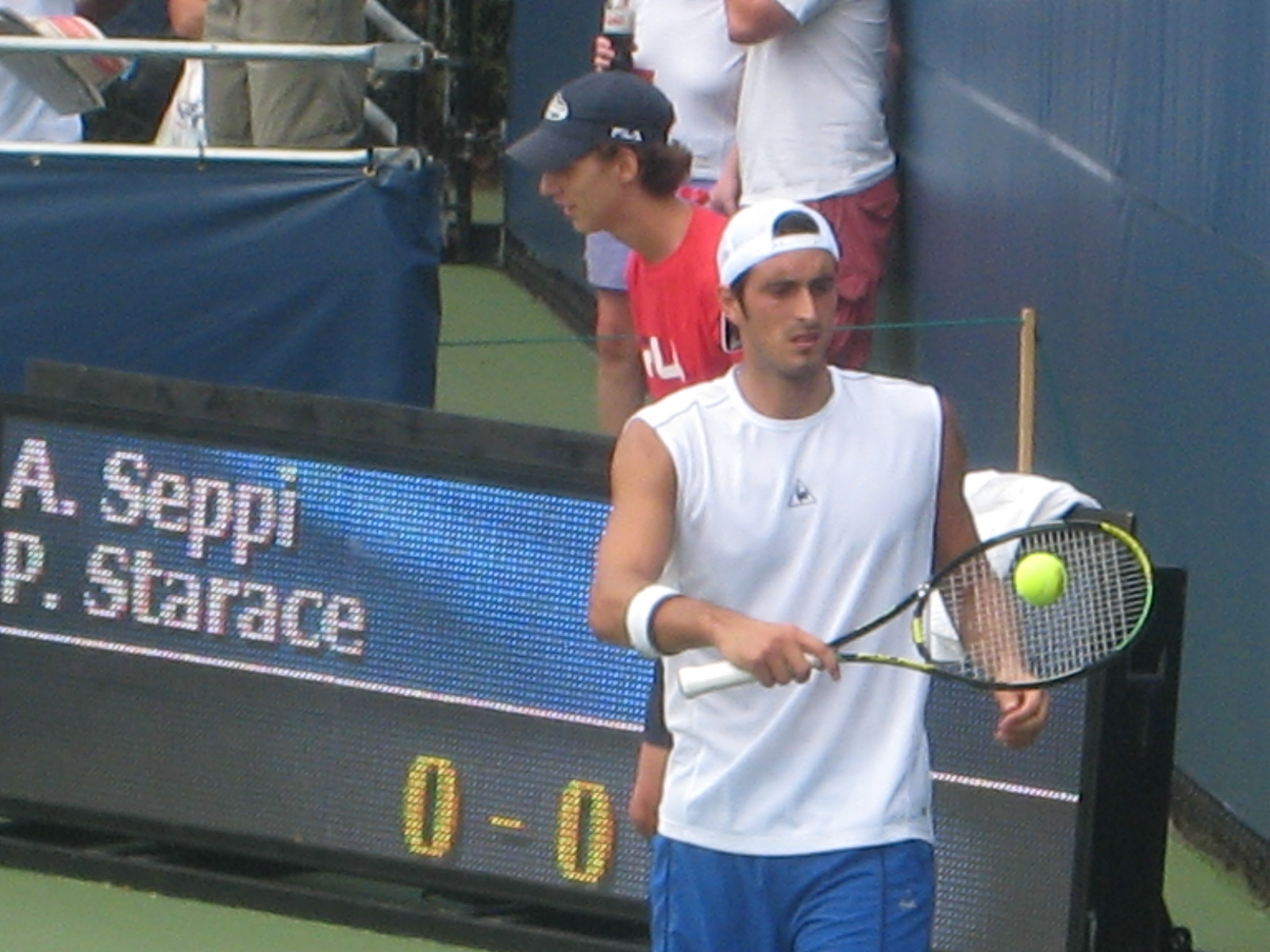
Potito en 2008.

## Títulos ATP (6; 0+6)
| Leyenda                     | Individuales | Dobles |
| --------------------------- | ------------ | ------ |
| Grand Slam                  | 0            | 0      |
| ATP World Tour Finals       | 0            | 0      |
| ATP World Tour Másters 1000 | 0            | 0      |
| ATP World Tour 500 Series   | 0            | 2      |
| ATP World Tour 250 Series   | 0            | 4      |
| ATP Challenger Series       | 11           | 8      |

### Individual (0)

#### Finalista
| N.º | Fecha      | Torneo               | Superficie    | Rival en la final   | Resultado     |
| --- | ---------- | -------------------- | ------------- | ------------------- | ------------- |
| 1.  | 09.04.2007 | Torneo de Valencia   | Tierra batida | Nicolás Almagro     | 6-4, 2-6, 1-6 |
| 2.  | 23.07.2007 | Torneo de Kitzbuhel  | Tierra batida | Juan Mónaco         | 7-5, 3-6, 4-6 |
| 3.  | 26.07.2010 | Torneo de Umag       | Tierra batida | Juan Carlos Ferrero | 4-6, 4-6      |
| 4.  | 10.04.2011 | Torneo de Casablanca | Tierra batida | Pablo Andújar       | 1-6, 2-6      |

### Dobles (6)
| N.º | Fecha      | Torneo                    | Superficie    | Compañero                | Rivales en la final                | Resultado        |
| --- | ---------- | ------------------------- | ------------- | ------------------------ | ---------------------------------- | ---------------- |
| 1.  | 26.02.2007 | Torneo de Acapulco        | Tierra batida | Martín Vassallo Argüello | Lukas Dlouhy Pavel Vízner          | 6-0, 6-2         |
| 2.  | 23.07.2007 | Torneo de Kitzbühel       | Tierra batida | Luis Horna               | Tomas Behrend Christopher Kas      | 7-64, 7-65       |
| 3.  | 06.10.2008 | Torneo de Moscú           | Carpeta       | Sergiy Stajovski         | Stephen Huss Ross Hutchins         | 7-64 2-6, 10-6   |
| 4.  | 31.10.2010 | Torneo de San Petersburgo | Dura (i)      | Daniele Bracciali        | Rohan Bopanna Aisam-ul-Haq Qureshi | 7–66, 7–65       |
| 5.  | 24.09.2011 | Torneo de Bucarest        | Tierra batida | Daniele Bracciali        | Julian Knowle David Marrero        | 3–6, 6–4, [10–8] |
| 6.  | 10.02.2013 | Torneo de Viña del Mar    | Tierra batida | Paolo Lorenzi            | Juan Mónaco Rafael Nadal           | 6-2, 6-4         |

#### Finalista
| N.º | Fecha            | Torneo                      | Superficie | Compañero        | Rivales en la final          | Resultado |
| --- | ---------------- | --------------------------- | ---------- | ---------------- | ---------------------------- | --------- |
| 1.  | 04.03.2006       | Torneo de Acapulco (1)      | Tierra     | Filippo Volandri | František Čermák Leoš Friedl | 5-7, 2-6  |
| 2.  | 07.02.2010       | Torneo de Santiago de Chile | Tierra     | Horacio Zeballos | Łukasz Kubot Oliver Marach   | 4-6, 0-6  |
| 3.  | 28. Februar 2010 | Torneo de Acapulco (2)      | Tierra     | Fabio Fognini    | Łukasz Kubot Oliver Marach   | 0-6, 0-6  |

## Títulos Challenger (19; 11+8)

### Individual (11)
| N.º | Fecha      | Torneo                       | Superficie    | Rival en la final    | Resultado      |
| --- | ---------- | ---------------------------- | ------------- | -------------------- | -------------- |
| 1.  | 10.05.2004 | Challenger de San Remo       | Tierra        | Peter Wessels        | 6-4, 6-4       |
| 2.  | 31.05.2004 | Challenger de Sassuolo       | Tierra        | Alessio Di Mauro     | 6-2, 6-3       |
| 3.  | 26.07.2004 | Challenger de San Marino (1) | Tierra        | Hugo Armando         | 6-4, 1-6, 6-3  |
| 4.  | 05.09.2005 | Challenger de Génova         | Tierra        | Flavio Cipolla       | 6-3, 7-63      |
| 5.  | 27.03.2006 | Challenger de Nápoles (1)    | Tierra        | Alessio Di Mauro     | 6-0, 5-1r      |
| 6.  | 26.03.2007 | Challenger de Nápoles (2)    | Tierra        | Younes El Aynaoui    | 7-5, 6-2       |
| 7.  | 06.08.2007 | Challenger de San Marino (2) | Tierra        | Albert Montañés      | 6-4, 7-65      |
| 8.  | 31.03.2008 | Challenger de Nápoles (3)    | Tierra        | Marcos Daniel        | 6-4, 4-6, 7-63 |
| 9.  | 29.06.2009 | Challenger de Turín          | Tierra batida | Máximo González      | 7-6(4), 6-3    |
| 10. | 14.08.2011 | Challenger de San Marino (2) | Tierra        | Martin Kližan        | 6-1, 3-0r      |
| 11. | 05.05.2013 | Challenger de Nápoles (4)    | Tierra        | Alessandro Giannessi | 6-2, 2-0r      |

### Dobles (8)
| N.º | Fecha      | Torneo                      | Superficie | Compañero         | Rivales en la final                     | Resultado      |
| --- | ---------- | --------------------------- | ---------- | ----------------- | --------------------------------------- | -------------- |
| 1.  | 30.06.2002 | Challenger de Sassuolo      | Tierra     | Leonardo Azzaro   | Manuel Jorquera Diego Moyano            | 6-3, 6-2       |
| 2.  | 05.07.2009 | Challenger de Turín         | Tierra     | Daniele Bracciali | Santiago Giraldo Pere Riba              | 6-3, 6-4       |
| 3.  | 03.05.2013 | Challenger de Nápoles       | Tierra     | Stefano Ianni     | Alessandro Giannessi Andrey Golubev     | 6-1, 6-3       |
| 4.  | 14.06.2014 | Challenger de Caltanissetta | Tierra     | Daniele Bracciali | Pablo Carreño Busta Enrique López-Pérez | 6-3, 6-3       |
| 5.  | 13.07.2014 | Challenger de San Benedetto | Tierra     | Daniele Giorgini  | Hugo Dellien Sergio Galdós              | 4-6, 7-5, 10-8 |
| 6.  | 18.08.2014 | Challenger de Cordenons     | Tierra     | Adrian Ungur      | František Čermák Lukáš Dlouhý           | 6-2, 6-4       |
| 7.  | 06.09.2014 | Challenger de Génova        | Tierra     | Daniele Bracciali | Frank Moser Alexander Satschko          | 6-3, 6-4       |
| 8.  | 27.09.2014 | Challenger de Sibiu         | Tierra     | Adrian Ungur      | Alexandru-Daniel Carpen Marius Copil    | 7-5, 6-2       |

## Clasificación en torneos del Grand Slam
| Torneo          | 2004 | 2005 | 2006 | 2007 | 2008 | 2009 | 2010 | 2011 | 2012 | 2013 | 2014 | Títulos |
| --------------- | ---- | ---- | ---- | ---- | ---- | ---- | ---- | ---- | ---- | ---- | ---- | ------- |
| Australian Open | -    | 1r   | 1r   | 1r   | -    | 1r   | 1r   | 1r   | 1r   | -    | -    | 0       |
| Roland Garros   | 3r   | -    | 1r   | 3r   | 1r   | 2r   | 2r   | 1r   | 1r   | -    |      | 0       |
| Wimbledon       | 1r   | 1r   | 1r   | 1r   | 1r   | 2r   | 1r   | 1r   | 1r   | -    |      | 0       |
| US Open         | 2r   | 1r   | 1r   | 1r   | 1r   | 1r   | 1r   | 2r   | -    | -    |      | 0       |